# Puilacher
Puilacher település Franciaországban, Hérault megyében. Lakosainak száma 644 fő (2022. január 1.). Puilacher Bélarga, Plaissan, Le Pouget és Tressan községekkel határos.

## Népesség
A település népességének változása:
| Lakosok száma | 163  | 131  | 132  | 268  | 458  | 518  | 578  | 616  | 635  | 644  |
|               | 1968 | 1982 | 1990 | 2006 | 2013 | 2015 | 2017 | 2019 | 2020 | 2022 |